# Juli 2009
| Juli 2009 |
| Månader under 2009: Januari · Februari · Mars · April · Maj · Juni · Juli · Augusti · September · Oktober · November · December ← December 2008 · Januari 2010 → |

## Händelser
- 1 juli - Sverige blir Europeiska unionens ordförandeland för den kommande halvårsperioden, efter Tjeckien.
- 8 juli - G8-möte hålls i L'Aquila i Italien.
- 15 juli - Flygplanet Caspian Airlines Flight 7908 störtar nära Qazvin, Iran och samtliga av de 168 passagerarna omkommer.
- 17 juli - Island ansöker om medlemskap i EU.
- 22 juli - Total solförmörkelse inträffar i Asien och Stilla havet.
- 23 juli - De två Gotlandsfärjorna M/S Gotland och HSC Gotlandia II kolliderar strax utanför Nynäshamn. 15 passagerare skadas lindrigt.
- 24 juli - En svår tågolycka inträffar utanför turistorten Split i Kroatien. Sex människor omkommer och ett femtiotal skadas.[1]
- 31 juli
  - De sista brittiska soldaterna lämnar Irak.
  - Sex besättningsmän omkommer då lastfartyget Langeland förliser i Kosterfjorden.

### Fotnoter
1. ↑  Karin Bülow Orrje, Arna Sunje (24 juli 2009). ”Sex döda i tågolycka i Kroatien”. Expressen. http://www.expressen.se/nyheter/sex-doda-i-tagolycka-i-kroatien/. Läst 11 september 2016.